# Trámite electrónico
Un trámite electrónico es un trámite, tanto en el sector público como privado, que se realiza a través de medios electrónicos, pudiendo obtener apropiado registro de lo realizado.
Formalmente se define como la acción que un usuario realiza mediante el uso de las tecnologías de la información y la comunicación, en relación con un documento o expediente administrativo, sin estar presente físicamente, y toda aquella acción que un usuario realice para dar respuesta a ese documento o expediente por medio electrónico.
En la última década del siglo XX muchos han sido los organismos estatales que preocupados por mejorar en eficiencia, optaron por implantar el trámite electrónico en su administración. 
Existe una gran variedad de herramientas que permiten la definición y ejecución de los trámites de forma electrónica. Se diferencian principalmente en la potencia que tienen para adaptarse a las necesidades de su organización, en las funcionalidades, en las tecnológicas que emplean y en la facilidad de uso. Uno de los trámites electrónicos más utilizado y conocido es el Expediente Electrónico. 

## Beneficios
Las principales ventajas que provee el trámite electrónico en lugar del trámite basado en papel son: 
- Rapidez. Facilita el pasaje de los documentos entre quienes deben trabajar sobre ellos
- Descentralización. Permite que los trámites sean iniciados y procesados desde ubicaciones geográficas distantes.
- Transparencia. Puede ser seguido por el interesado paso a paso, conociendo su estado en todo momento a través de Internet.
- Interoperabilidad documental, pudiendo ser operados entre diversos organismos o empresas sin necesidad de trasiego de papeles.
- Rápida localización y fácil almacenamiento documental, empleando herramientas informáticas para la búsqueda, almacenamiento y recuperación.
- Heterogeneidad documental, pudiendo un trámite electrónico incorporar documentos de procesadores de texto, planillas de cálculo, presentaciones, correos electrónicos, PDFs, fotos e imágenes, faxes, etc.
- Copias fieles ilimitadas y rápidas, a partir del original electrónico.
- Seguro. El trámite electrónico es más seguro que en papel. No es posible que se extravíen páginas o se las elimine sin que haya registro sobre quién y cuándo sucedió. No es necesaria su impresión en papel a modo de respaldo. Los mecanismos de firma electrónica garantizan no repudio y no alteración.

Aprovechando tecnologías innovadoras, implantar trámites electrónicos en la administración pública es una opción real y eficaz, que proporciona celeridad a los trámites administrativos, los simplifica, permite un mayor control y posibilita evaluar su funcionamiento objetivamente. Actualmente existe una gran cantidad de trámites que han sido implementados electrónicamente en diversos organismos de gobierno. 
En el ámbito privado ha sido igualmente adoptado el trámite electrónico con el objetivo de reducir costos, agilizar flujos de trabajo y tener un mayor control sobre los procesos. La aplicación de modelos de mejora continua a estos trámites y procesos internos, enfatizando el modelado, implementación y posterior medición para la introducción de mejoras, han permitido aumentar significativamente la competitividad de las empresas, brindando un mejor servicio a sus clientes y mejoras en la calidad de las condiciones laborales de sus empleados.
Un complemento importante para los trámites electrónicos es la existencia de un Domicilio Electrónico en el que notificar a los interesados (titulares del trámite), ya sea cuando el mismo finaliza o en etapas intermedias. Este domicilio electrónico es útil también para solicitar información al interesado, sin que deba trasladarse personalmente para presentarla. Usualmente es necesario una primera instancia en que el ciudadano constituya el domicilio electrónico y acepte su validez jurídica. Potencialmente, cada ciudadano de un país, y cada empresa, podrían constituir un Domicilio Electrónico donde ser notificados.